# Aeonium orbelindense
Aeonium orbelindense là một loài thực vật có hoa trong họ Crassulaceae. Loài này được Bañares miêu tả khoa học đầu tiên năm 1996.